# Риндик Степан Титович
Степа́н Ти́тович Ри́ндик (* 1887, Дунаївці — † 27 вересня 1972, Чикаго) — український письменник (поет, прозаїк, есеїст, фейлетоніст), інженер-механік, термінограф. Псевдонім С. Киднир (прізвище, прочитане справа наліво).

## Біографія
Родом із Дунаївці (передмістя Заставля) на східному Поділлі (нині один із районних центрів Хмельницької області).
Закінчив двокласну міську школу в Новій Ушиці (1902) та класичну гімназію в Кам'янці-Подільському (1904); навчався на фізико-математичному факультеті Київського університету. 1914 року закінчив Київський політехнічний інститут, здобув диплом інженера-технолога (механічний відділ). Працював на Південно-Західній залізниці в Правобережній Україні, відбуваючи практичний стаж машиністом паровоза, згодом — начальником дільниці на станціях Бірзула та Сарни.
З приходом більшовиків покинув службу й переїхав до столиці Української Народної Республіки — Кам'янця-Подільського. Тут влаштувався на роботу у видавництво «Дністер», редагував фізико-математичні видання. 1919 року півтора місяця був старшим асистентом при кафедрі фізики Кам'янець-Подільського державного українського університету (призначено на посаду 1 серпня, звільнено за власним бажанням 15 вересня) .
Восени 1920 року емігрував до Польщі. Там працював на фабриці рільничих машин. 1923 року переїхав до Чехо-Словаччини. Був доцентом Українського високого педагогічного інституту в Празі. Брав участь у діяльності Українського громадського комітету, був членом його ревізійної комісії .
1927 року велася мова про повернення Степана Риндика в Радянську Україну. 4 лютого 1927 року газета «Свобода» повідомила: «Українська Академія Наук затвердила на штатній посаді редактора технічного відділу Інституту української наукової мови інж. Степана Риндика — професора Українського Педагогічного Інституту ім. М. Драгоманова в Празі. Академія Наук звернулася до Укрголовнауки з проханням прискорити справу з дозволом С. Риндикові повернутися на Україну» .
Працював в українських гімназіях у таборах для переміщених осіб у Німеччині. Від 1951 року жив у США.
Помер 27 вересня 1972 року в Чикаго. Похорон відбувся 30 вересня з церкви Покрови Матері Божої на цвинтар Елмвуд у Чикаго.

## Родина
Письменниця Ганна Черінь так змалювала побут Степана та Степаниди Риндиків у Чикаго :
| А як до Риндиків зайдеш, обов'язково мусиш пообідати чи повечеряти, на що вже попадеш. Не до порівняння з багатьма нашими багатенькими громадянами, котрим все не досить добра, Риндики були задоволені своїм добробутом, казали, що їм вистачає пенсії на все, що вони їдять все, що потрібно. Обоє готували смачні овочеві страви, вареники і «кнедлики» по-чеському, любили варити й частувати гостей. Бувало, прийде хтось їх відвідати, принесе «бідним стареньким» щось попоїсти, вони те, сто разів відмовившись, якось приймуть, але гостя нагодують краще, ніж десь у багатих. |
Син Степана та Степаниди Риндиків Мирослав народився в Бірзулі Херсонської губернії (нині місто Подільськ Одеської області). Помер 17 лютого 1951 року . Був математиком і фізиком-ядерником.
У Бірзулі народилася і донька Рогніда. Померла по довгій недузі 16 липня 1952 року на 34-му році життя .
Лев Силенко в книзі «Мага Віра» повідав таке: українець Степан Риндик, розмовляючи з ним, сказав: «Я мріяв свого сина назвати Мирославом. Піп обурливо відповів: „Ні, це ім'я поганське“. Треба було дати двадцять п'ять царських карбованців, щоб піп переступив святу заповідь віри греко-православної. Мій син має ім'я рідне Мирослав» .
Дружиною Мирослава Риндика, невісткою Степана Риндика була Олена Риндик (уроджена Волощук). Вона народилася 18 травня 1919 року в Сетін (Чехо-Словаччина), померла 28 січня 2005 року в Лос-Банос (Каліфорнія) .
У Мирослава та Олени Риндиків було двоє синів (онуків Степана Риндика) — Мирослав і Ростислав. Ростислав Риндик народився 16 вересня 1948 року в українському таборі в Міттенвальді, Німеччина. Загинув в автомобільній катастрофі 29 червня 1980 року .

## Художня творчість
Автор збірки сатиричних віршів «Логос» (1942), збірок оповідань «Смілянська хроніка» (1944), «Пригоди і люди» (Чикаго, 1960) і для молоді «Пригоди Сірка Клаповухого» (1961, ілюстрації Мирослава Григоріїва). Забутою зосталась книжка «Терентій Трохимович Тарадайка», видана 1943 року в Празі у видавництві «Пробоєм» у серії «Книгозбірня „Пробоєм“» .
Ганна Черінь у спогаді «Степан Риндик, як я його знаю» писала: «Риндик писав чудові гуморески. Читаючи їх, зі сміху може і не тріснеш — але чи неодмінно треба тріснути? Вони дотепні, цікаві — і такі особливі, „риндиківські“. Багато їх розкидано по нашій пресі — я думаю, що недрукованого в нього нічого не лишилось».
Літературознавець Григорій Костюк у статті «З літопису літературного життя в діаспорі», опублікованій 1971 року в десятому числі журналу «Сучасність», писав :
| Не подавав довго голосу автор багатообіцяючої збірки поезій «Логос» Степан Риндик — поет дуже своєрідний і свіжий. Наскрізно політична інвектива, памфлет і сатира, з використанням форми байки, притчі, а часто й анекдоти — основний засіб поетичного думання цього автора. Його мова позначена багатющою лексикою, барвистими подільськими льокалізмами, а часто цікавими і мовно виправданими новотворами, заховала той поетичний чар слова, що надавав виразній памфлетній тенденції його поезій справжнього хвилюючого поетичного звучання. І ось поет таких можливостей замовк і лише трохи згодом спромігся перевидати свій «Логос» та опублікувати збірку сатирично-гумористичних оповідань «Пригоди і люди». |
Схвально відгукнувся про творчість Степана Риндика, зокрема про його збірку «Смілянська хроніка», і Юрій Шевельов:
| Щира людяність, український національний гумор, приперчений дуже сильно, але не перетворений усе-таки на мащення всього світу дьогтем, уміння показати, як людське обличчя в умовах дрібної і чужої дійсности перетворюється раптом на свиняче рило — все це в Риндика щиро українське і все це веде до Гоголевих традицій. Але «Смілянська хроніка» — ще перша спроба в цьому напрямі. Хоч увесь цикл оповідань і пронизаний глибокою ідеєю — мертвотного духу повітової Росії,— але все таки складники циклу ще надто пройняті анекдотизмом, надто епізодичні, випадкові. Національна, органічна проза Риндика ще більше в сподіванні, ніж у здійсненні. Спроби обіцяють багато. |

### Видання
- Риндик С. Пригоди Сірка Клаповухого. — Чикаго : Українсько-Американська Видавнича Спілка, 1961. — 24 с.

## Наукові праці
Степан Риндик Видав підручники «Міцність матеріялів» з додатком «Термінологічного словника міцності матеріялів» (Прага, видавнитво «Український громадський видавничий фонд», 1924), «Елементи машин» (1943).
1947 року в Мюнхені у видавництві «Вернигора» видав «Збірник алгебраїчних задач» .
Риндик працював над розробкою української термінології. У роботі «Міцність матеріялів» він зокрема дослідив слово «двигати». Як зазначає Риндик, в українській мові воно означає якусь дію чи рух, які відбуваються зі значним зусиллям. Натомість у російській мові цей відтінок зберігся тільки в слові «подвиг», а в інших словах «двигать» означає просто «рухати», «пересувати». Тому «двигун» — слово питомо українське: він не просто рухає, а долає опір. Розвиваючи цю ідею, терміном Риндика «движба» можна означувати таку вібрацію, для виникнення якої необхідне зусилля.
Риндик пропонує також синоніми до термінів: діаграма — числорис (подібно до слова кошторис); турбіна — вирлиця (від слова вир). Втім, зазначає сучасний дослідник Максим Авкуленко, слово «числорис» не зовсім точне (адже йдеться насамперед про кресленик, а не про числа), і не таке милозвучне, як «діаграма», і теж запозичене: корінь «рис» походить від німецького Riß — кресленик, малюнок. Тому цей термін може придатися лише як запас на майбутнє .